# Cikadongdong (Bojongasih)
Cikadongdong is een bestuurslaag in het regentschap Tasikmalaya van de provincie West-Java, Indonesië. Cikadongdong telt 3645 inwoners (volkstelling 2010).